# Fredsmil
Fredsmil, frihetsmil. Under Erik XIV:s regeringstid beslöts 1569 att de frälsebönder som bodde inom en mils radie från huvudgården (längden på en mil skiftade mellan tid och plats, se mil) skulle befrias från krigstjänst. Beslutet togs inte av omsorg om bönderna, utan för att adelsmännen skulle ha fri tillgång till sina lantbrukare. Det var således ett utökat privilegium i linje med Erik XIV:s adelsvänliga politik. 1617 innefattade fredsmilen även befrielse från gästnings- och skjutsningsplikten. I samband med 1655 års reduktionsbeslut övertog kronan fredsmilsbegreppet. En fredsmil definierade från 1655 ett område inom radien av en mil kring en kungsgård eller ett slott där all jord var fredad från avsöndring. Inga donationer av gods från kronan till adeln fick således ske inom detta område. Om så tidigare hade skett så skulle dessa donationer nu (1655) dras tillbaka till kronan. För att exakt kunna avgöra vilka områden som berördes upprättades ett antal så kallade fredsmilskartor.